# O heilges Geist- und Wasserbad
O heilges Geist- und Wasserbad (Ô, saint baptême d’eau et d’esprit) (BWV 165), est une cantate religieuse de Johann Sebastian Bach composée à Weimar en 1715 pour la Trinité.

## Histoire et livret

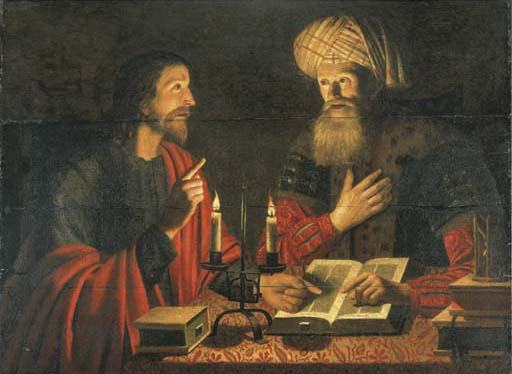
Jesus et Nicodème, Crijn Hendricksz Volmarijn, (1601–1645)

À Weimar, Bach est l'organiste de cour du prince Johann Ernst de Saxe-Weimar. Le 2 mars 1714, il est promu maître de concert, honneur qui implique la représentation mensuelle d'une cantate religieuse dans la chapelle du château. Il compose cette cantate à l'occasion du dimanche de la Trinité. Pour cette destination liturgique, deux autres cantates ont franchi le seuil de la postérité : les BWV 129 et 176. Les lectures prescrites pour ce dimanche sont tirées de l'épître aux Romains à propos de la « sagesse profonde » (11 :33–36), et de l'évangile selon Jean, la rencontre de Jésus et de Nicodème (3 :1–15).
Le texte de la cantate est écrit par le poète de cour Salomon Franck (mouvements 1 à 5) et publié dans les Evangelisches Andachts-Opffer en 1715. Le poète suit l'Évangile de près. Le début renvoie à Jésus lorsqu'il dit Es sei denn, dass jemand geboren werde aus Wasser und Geist, so kann er nicht in das Reich Gottes kommen (« Si un homme ne naît d'eau et de l'Esprit, il ne peut entrer dans le royaume de Dieu »). Le texte exprime dans un récitatif au deuxième mouvement la naissance dans l'Esprit au moyen du baptême par la grâce de Dieu : Er wird im Geist und Wasserbade ein Kind der Seligkeit und Gnade (« Dans le bain de l'esprit et de l'eau, il devient un enfant de la béatitude et de la grâce »). Dans le troisième mouvement, une aria rappelle que le lien doit être renouvelé tout au long de la vie car il sera rompu par l'homme (quatrième mouvement). La dernière aria est une prière sur l'idée que la mort de Jésus a apporté le Salut, c'est-à-dire Todes Tod (« la mort de la mort »). La cantate se conclut au sixième mouvement par la cinquième strophe du  Nun lasst uns Gott dem Herren de Ludwig Helmbold, dans laquelle sont évoqués la parole de Dieu, le baptême et l'Eucharistie.
Le thème du chœur est repris du psaume « Nun laßt uns Gott dem Herren » dont la mélodie a été composée par Nikolaus Selnecker et a d'abord été imprimé dans les « Christliche Psalmen, Lieder vnd Kirchengesenge » à Leipzig en 1587.
Bach dirige la cantate pour la première fois le 16 juin 1715 et la présente une nouvelle fois durant sa première année à Leipzig, le dimanche de la Trinité du 4 juin 1724, avec sans doute quelques changements mineurs. L’œuvre ne nous est cependant connue que par une copie préparée pour cette dernière exécution par Johann Christian Köpping, l'assistant de Bach.

## Structure et instrumentation
La cantate est écrite pour deux violons, alto, basson, violoncelle avec continuo, quatre solistes vocaux (soprano, alto, ténor, basse) et chœur à quatre voix.
Il y a six mouvements :
1. aria (soprano) : O heilges Geist- und Wasserbad
2. récitatif (basse) : Die sündige Geburt verdammter Adamserben
3. aria (alto) : Jesu, der aus großer Liebe
4. récitatif (basse) : Ich habe ja, mein Seelenbräutigam
5. aria (ténor) : Jesu, meines Todes Tod
6. chœur : Sein Wort, sein Tauf, sein Nachtmahl

## Musique
Dans la première aria, la ritournelle est une fugue, tandis que dans les cinq sections vocales la soprano et le premier violon forment un duo en imitation du même thème. Ces parties sont composées en symétrie, A B C B' A'. Le thème de B est l'inverse de celui de A, celui de C est issu de la deuxième mesure de la ritournelle. Alfred Dürr rapporte la forme à la naissance mentionnée dans l'Évangile. Le premier récitatif est secco mais plusieurs phrases sont proches de l'arioso. La  deuxième aria, accompagnée du continuo, est dominée par un motif expressif avec plusieurs sauts ascendants d'intervalles de sixième, introduits dans la ritournelle et repris par les voix en quatre sections. Le deuxième récitatif est accompagné par les cordes et intensifie le texte par plusieurs mélismes adagio posés sur les mots hochheiliges Gotteslamm (« Agneau de Dieu très saint »), et les parties mélodiques des instruments. La dernière aria, dans laquelle est mentionné le serpent, est ainsi décrite par Whittaker :  « L'ensemble de l'obbligato pour les violons à l'unisson est construit à partir de l'image du serpent se tordant et se contorsionnant, ce qui est généralement un symbole d'horreur, mais dans le discours musical de Bach cela apparaît comme quelque chose à la beauté transparente ». La cantate se termine par une disposition en quatre parties du choral,.

## Sources
- Gilles Cantagrel, Les cantates de J.-S. Bach, Paris, Fayard, mars 2010, 1665 p.  (ISBN 978-2-213-64434-9)

- (en) Cet article est partiellement ou en totalité issu de l’article de Wikipédia en anglais intitulé « O heilges Geist- und Wasserbad, BWV 165 » (voir la liste des auteurs).